# Championnat de Lettonie de football 1998
Navigation
Saison précédente Saison suivante
La saison 1998 du Championnat de Lettonie de football était la 8e édition de la première division lettone. La Virsliga regroupe les 8 meilleurs clubs lettons au sein d'une poule unique qui s'affrontent 4 fois durant la saison, deux fois à domicile et deux fois à l'extérieur. À l'issue du championnat, le club classé dernier est relégué en deuxième division.
C'est le Skonto Riga, champion de Lettonie depuis 7 saisons, qui remporte une nouvelle fois la compétition en terminant la saison en tête du championnat. C'est le 8e titre -consécutif- de champion de Lettonie de son histoire. Le Skonto réussit le doublé en battant en finale de la Coupe de Lettonie le FK Liepajas Metalurgs.
Un neuvième club, le FK Universitate Riga aurait dû prendre part au championnat, mais n'a pas pu s'inscrire en Virsliga à cause des critères financiers imposés par la LFF et doit repartir en deuxième division. Enfin, le Lokomotive Daugavpils disparaît et permet le repêchage en D1 du club relégué la saison dernière, le FK Rezekne.

## Les 8 clubs participants
| - Skonto Riga - LU-Daugava Riga - Dinaburg FC - FK Liepajas Metalurgs | - FK Rezekne - Ranto-Miks Riga - Promu de D2 - FK Valmiera - FK Ventspils |

## Compétition

### Classement
Le barème de points servant à établir le classement se décompose ainsi :
- Victoire : 3 points
- Match nul : 1 point
- Défaite : 0 point

| Rang | Équipe                | Pts | J  | G  | N  | P  | Bp | Bc  | Diff |
| ---- | --------------------- | --- | -- | -- | -- | -- | -- | --- | ---- |
| 1    | Skonto Riga (T) (C)   | 67  | 28 | 21 | 4  | 3  | 98 | 27  | +71  |
| 2    | FK Liepājas Metalurgs | 57  | 28 | 17 | 6  | 5  | 62 | 25  | +37  |
| 3    | FK Ventspils          | 54  | 28 | 16 | 6  | 6  | 56 | 23  | +33  |
| 4    | Dinaburg FC           | 43  | 28 | 11 | 10 | 7  | 49 | 31  | +18  |
| 5    | FK Valmiera           | 37  | 28 | 10 | 7  | 11 | 39 | 59  | -20  |
| 6    | LU-Daugava Riga       | 30  | 28 | 7  | 9  | 12 | 42 | 42  | 0    |
| 7    | FK Rēzekne            | 11  | 28 | 2  | 5  | 21 | 22 | 80  | -58  |
| 8    | Ranto-Miks Riga (P)   | 11  | 28 | 2  | 5  | 21 | 25 | 106 | -81  |

|  | Qualification pour la Ligue des champions 1999-2000                                |
|  | Qualification pour la Coupe des coupes 1998-1999 et pour la Coupe UEFA 1999-2000   |
|  | Qualification pour la Coupe Intertoto 1999                                         |
|  | Relégation en deuxième division                                                    |
|  | (T) Tenant du titre (C) Vainqueur de la Coupe de Lettonie (P) Promu de 2e division |

## Bilan de la saison
| Championnat de Lettonie de football 1998 |                        |
| Champion                                 | Skonto Riga (8e titre) |
| Coupes et trophées                       |                        |
| Vainqueur de la Coupe de Lettonie 1998   | Skonto Riga            |
| Qualifications continentales             |                        |
| Ligue des champions 1999-2000            | Skonto Riga            |
| Coupe des coupes 1998-1999               | FK Liepajas Metalurgs  |
| Coupe UEFA 1999-2000                     | FK Liepajas Metalurgs  |
| Coupe UEFA 1999-2000                     | LU-Daugava Riga        |
| Coupe Intertoto 1999                     | FK Ventspils           |
| Promotions et relégations                |                        |
| Promus en Virsliga                       | Policijas Riga         |
| Relégués en Latvian First League         | Ranto-Miks Riga        |